# Енерго-Про
„Енерго-Про“ (на чешки: Energo-Pro a.s.) е чешко предприятие за производство на електрическа енергия със седалище в Прага.
Основано е през 1994 година в Свитови от Яромир Тесарш, който и към 2025 година е негов собственик. По това време предприятието оперира 53 водноелектрически централи, главно в Грузия и Турция, но също в Чехия, България (чрез „Енерго-Про България“) и Испания. „Енерго-Про“ оперира и електроразпределителни мрежи в Грузия и България (чрез „Електроразпределение Север“). Към 2020 година обемът на продажбите на групата е 758 милиона евро, а броят на служителите е около 9100 души.